# Aleksander Hulek
Aleksander Wojciech Hulek (ur. 24 marca 1916 w Będziemyślu, zm. 1993) – polski pedagog specjalny.

## Życiorys
Urodził się 24 marca 1916 roku w Będziemyślu koło Rzeszowa. Po ukończeniu Seminarium Nauczycielskiego pracował jako nauczyciel w szkole podstawowej w Boryni i Krzyżowicach (1938–1939), a później odbywał czynną służbę wojskową we Lwowie. Brał udział w kampanii wrześniowej i przeszedł wraz z armią polską przez Węgry, Jugosławię, Francję do Anglii (1939). W okresie II wojny światowej przebywał na emigracji w Wielkiej Brytanii, gdzie został skierowany na studia pedagogiczne i psychologiczne do Edynburga. Ukończył je w 1947 roku.
Po powrocie do kraju podjął pracę w Ministerstwie Pracy i Opieki Społecznej. Zajmował się rehabilitacją zawodową. Objął nowo utworzone stanowisko specjalisty ds. rehabilitacji w Głównym Urzędzie Inwalidzkim. Zadaniem tej instytucji było opracowanie programu rehabilitacji inwalidów pod kątem potrzeb społecznych oraz koordynowanie go. Już w 1947 rozpoczęto szkolenie przyfabryczne w Zakładach Przemysłu Metalowego w Poznaniu oraz Pafawagu.
Doktoryzował się na Uniwersytecie im. Adama Mickiewicza w Poznaniu w 1951. W latach 1952–1974 wykładał w Państwowym Instytucie Pedagogiki Specjalnej w Warszawie. 
W latach 1957–1958 odbywał staż naukowy w USA, Kanadzie i Francji. W ramach stypendium ONZ poszerzał wiedzę na temat rehabilitacji osób z niepełnosprawnością.
Habilitował się w 1968 w zakresie pedagogiki specjalnej na Wydziale Psychologii i Pedagogiki Uniwersytetu Warszawskiego. Od 1973 wykładał na Uniwersytecie Warszawskim.
Był założycielem i wieloletnim prezesem Polskiego Towarzystwa Walki z Kalectwem. Pełnił także funkcje eksperta ds. rehabilitacji i kształcenia osób z niepełnosprawnością w organizacjach międzynarodowych: ONZ, UNICEF i UNESCO. W latach 1962–1967 był kierownikiem Działu Rehabilitacji w Biurze Spraw Socjalnych ONZ.

## Zainteresowania naukowe
Interesował się problematyką rehabilitacji osób z niepełnosprawnością; początkowo dorosłych, później dzieci i młodzieży. Był zwolennikiem i propagatorem idei integracji społecznej i zawodowej.
Pochowany na cmentarzu komunalnym Północnym w Warszawie.

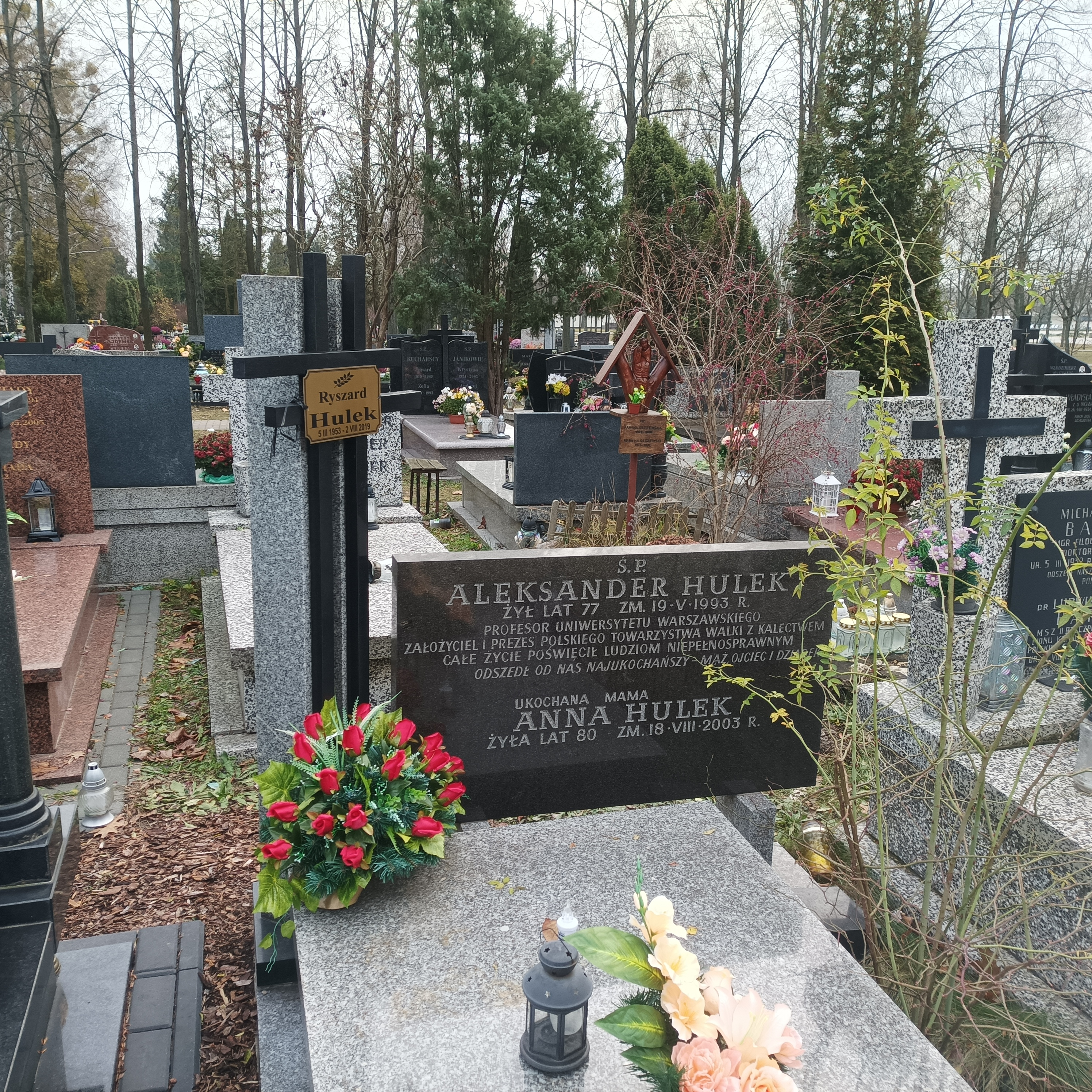
Grób prof. Aleksandra Hulka na cmentarzu komunalnym Północnym w Warszawie

## Publikacje
- Podstawy rehabilitacji inwalidów (1961)
- Teoria i praktyka rehabilitacji inwalidów (1969)
- Pedagogika rewalidacyjna (1977)